# Rafaino de’ Caresini

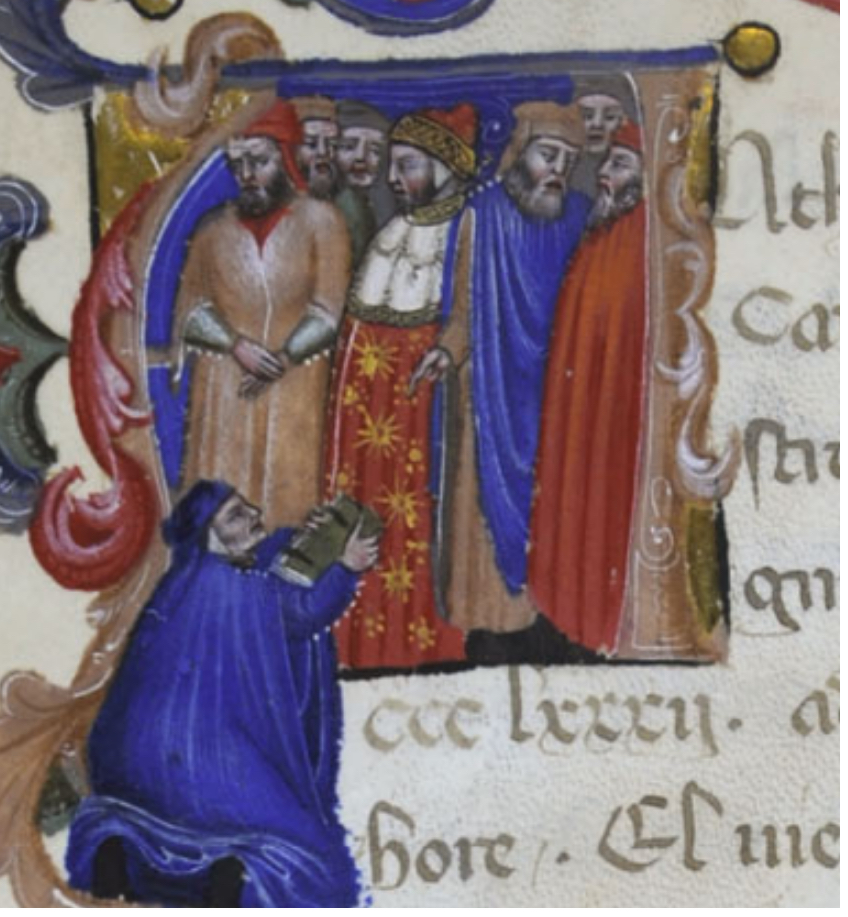
Bildliche Darstellung des Dogen Antonio Venier und des Großkanzlers Rafaino de’ Caresini in einer Initiale der Handschrift Biblioteca Marciana It VII, 770 (=7795). Der Großkanzler überreicht dem Dogen kniend seine Chronik.

Raffaino de’ Caresini (* um 1314 in Cremona; † 9. September 1390 in Venedig), auch Rafaino Caresini, bzw. Raphaynus de Caresinis, war ein Notar, Unterhändler an verschiedenen Höfen, sowie Geschichtsschreiber und von 1365 bis 1390 Großkanzler der Republik Venedig.

## Leben und Werk

### Herkunft und Familie
Raffainos Vater Enrico di Alberto war Landbesitzer und Notar in Cremona. Er wurde vor Mitte 1314 geboren, denn er war am 14. Juni 1334 entsprechend den gesetzlichen Bestimmungen Venedigs, alt genug, um im Großen Rat auftreten zu können. Dabei nennt er nicht nur seinen Namen und die Abstammung, sondern er erwähnt auch, er sei „notarius sacri Palatii“. Um jedoch als Notar arbeiten zu dürfen, musste man mindestens 20 Jahre alt sein.
In erster Ehe war Caresini mit einer gewissen Caterina verheiratet, die nach dem 19. Oktober 1382 verstarb, und deren Testament erhalten ist. Das Paar hatte einen Sohn, der allerdings schon früh starb, und eine Tochter, die den Medicus Giovanni Balastro heiratete. Von seiner zweiten Frau, Beatrice, hatte er zwei Söhne. Diese waren zum einen Pietro, der Elisabetta Loredan heiratete, und Giovanni. Mit dem erbenlosen Sohn Giovannis erlosch diese Linie der Caresini.

### Exil in Venedig, Padua (1336–1341), Dogenkanzlei (ab 1341)
Seine Familie musste die Stadt verlassen, denn sie zählte zu den Anhängern des Enrico Scrovegni, dem sie ins Exil folgte. 1334 lebte sie in „contrata S. Mauricii“, wohl im Haus der Scrovegni (also in der Gemeinde oder contrada um die Kirche San Maurizio) im Stadtteil San Marco. Als Gegner der Carrara, die Padua beherrschten, fiel Caresini auch später immer wieder auf.
Im März 1336 setzte er das Testament Enrico Scrovegnis auf, im Oktober 1337 folgte er seinen beiden Söhnen nach Padua, wo er mindestens bis März 1338 blieb. Im Sommer 1339 übte er eine ähnliche Funktion für einige Servitori der Scrovegni aus, wohl Dienstmannen.
Endgültig ließ er sich erst 1341 in Venedig nieder, wo Rafaino Caresini in die Kanzlei des Dogen eintrat.
1343 fand er Anstellung als Notar beim Rat der Vierzig, zu dieser Zeit der bedeutendste Gerichtshof. Schreiber des Dogen war er im Juni 1344. Dort stieg er binnen weniger Jahre auf, denn 1349 rangierte er bereits auf Platz drei der 21 Notare der Kanzlei.

### Diplomatische Aufgaben: Neapel, Verona, Padua, Mailand, Genua, Avignon
Offenbar hatte er zu dieser Zeit bereits das Vertrauen der Männer im inneren Machtzirkel gewonnen. Dies galt vor allem für die Dandolo, eine der einflussreichsten Familien in Venedig. Dank der Chronik des Gian Giacomo Caroldo, die nie herausgegeben wurde, und den Regesti dei Commemoriali, lässt sich sein Aufstieg vor allem an diplomatischen Aufgaben erkennen.
1348 begleitete er die Gesandten an den Hof Ludwigs von Ungarn nach Neapel, 1350 reiste er zu Mastino II. della Scala nach Verona, um ihm den Dank für seine Vermittlung im Krieg zwischen Ungarn und Venedig auszusprechen. Im April 1353 reiste er als Notar der Gesandtschaft an den Hof Innozenz’ VI., um dem Papst 18.000 Dukaten als venezianischen Anteil für die Ausstattung von 18 Galeeren im Krieg gegen Genua zu überreichen. Im Juni 1354 wurde er zum Signore von Padua, zu Francesco da Carrara, gesandt, der zum Capitano generale der Verbündeten gegen die Mailänder erhoben worden war. Er sollte ihm die Glückwünsche der Republik Venedig aussprechen. Als ehemaligem Klienten der Scrovegni dürfte ihm dies nicht leicht gefallen sein.
Im Januar 1351 war er als Gesandter in Mailand bei den Visconti, wo er um Frieden verhandelte. Die Einzelheiten dieser Verhandlungen sind überliefert. Als diese Früchte trugen, reiste der Großkanzler Benintendi de’ Ravegnani persönlich an, um das Vertragswerk am 1. Juni 1355 zu unterschreiben. Im Februar und März 1356 hielt sich Caresini in Genua auf, um dort Handelsangelegenheiten auszuhandeln.
Caresini waren Handelsstreitigkeiten, die sich mitunter um Manipulationen am Münzsystem drehten, offenbar nicht fremd. Am 8. August 1357 schickte der Doge von Genua dem Herrscher von Mytilini auf Lesbos wegen Manipulationen am venezianischen Golddukaten einen Brief. Diese Manipulationen geschahen offenbar unter dem Schutz dieses Francesco I. Gattilusio, eines Genuesen. Dabei nahm der Doge Bezug auf eine klare Anfrage auf Initiative des Rafaino Caresini. Im Juli und August 1358 befand sich Caresini wieder in Genua, um erneut über Handelsstreitigkeiten zu verhandeln, abermals im Sommer 1360 in ähnlicher Mission. Diesmal ging es aber auch um ein mögliches Bündnis, um Byzanz gegen die Osmanen beizustehen.
1361 wurde er nach Avignon an den Hof Innozenz’ VI. entsandt, um dem Papst Hilfe gegen die Söldnerbanden zuzusagen, die die Residenzstadt des Papstes gefährdeten. Vor allem aber sollte er die päpstliche Erlaubnis erwirken, mit Alexandria Handel treiben zu dürfen. Die Verhandlungen dauerten vom 18. März bis zum 11. Mai 1361, die Zusage kostete Venedig 9.000 Fiorin.
Im folgenden Jahr scheiterte seine diplomatische Mission beim König von Aragon, doch schon im Februar 1363 war er wieder am Hof von Francesco da Carrara, wo er wegen Grenzstreitigkeiten um Sant’Ilario verhandelte. Noch im November desselben Jahres erreichte er in Genua ein Verbot für die dortigen Händler, mit den Aufständischen auf Kreta Handel zu treiben (vgl. Aufstand der venezianischen Siedler auf Kreta (1363–1366)). Im Namen der Signoria unterzeichnete er in Mailand einen Kontrakt mit dem Condottiere Luchino dal Verme, der den Aufstand unterdrücken sollte.
Erneut ging Caresini im Juni 1364 nach Avignon, um die Vereinigung des Patriarchats von Grado mit der venezianischen Kirche zu verhindern, wobei er dem Papst die venezianische Sichtweise auf den Konflikt mit Aragon erläuterte – immerhin kam es zu Friedensvorschlägen des Königs. Während er sich noch in Avignon aufhielt, erreichten ihn Briefe der Signoria, in denen er davon in Kenntnis gesetzt wurde, dass Ludwig von Ungarn Istrien bedrohe; auch erhielt er Instruktionen bezüglich des Schiffskonvois (muda) nach Alexandria.

### Großkanzler (1365–1390)
1365 wurde Caresini, noch in Avignon, zum Nachfolger des Großkanzlers Benintendi de’ Ravegnani nominiert, der gestorben war. 1381 wurde er wegen seiner Verdienste im Chioggia-Krieg in den Rang eines Patriziers, bzw. Adligen erhoben. Damit hatte er Zugang zum Großen Rat, der Generalversammlung des männlichen, erwachsenen venezianischen Adels, aber auch zum Fernhandel.
Während des Krieges gegen Genua, der auch als Chioggia-Krieg bekannt ist, beteiligte sich Caresini mit 500 Golddukaten an den Kriegskosten. Im Gegenzug erhielt er Zugang zur ansonsten eher abgeschlossenen, kastenartigen Gruppe der Adligen, der nobili. Während seiner gesamten Amtszeit verließ er nie wieder Venedig. Auch taucht sein Name nur noch in wenigen Dokumenten auf, wie in einer Urkunde vom 2. Oktober 1389. Am 29. August 1390 erscheint er zum letzten Mal in einem Dokument.

### Tod (9. September 1390), Erbe, bildliche Darstellungen
Rafaino de’ Caresini starb am 9. September 1390, wobei er ein beachtliches Vermögen, investiert in Zwangsanleihen (imprestiti), hinterließ. Hinzu kamen Mietshäuser in Cremona und Venedig, wie aus seinem Testament hervorgeht.
Eine Darstellung des Großkanzlers findet sich in einer Handschrift in der Marciana-Bibliothek, nämlich im dortigen Kodex it.VII, 770 aus dem 14. Jahrhundert. Nach Vittorio Lazzarini entstand dieses Werk zwischen 1383 und 1386. Dabei handelt es sich um eine Übersetzung seiner Chronik ins Volgare, also in die Volkssprache, hier ins Venezianische. Darin ist der Kanzler in der letzten Miniatur dargestellt, und zwar vor dem Dogen Antonio Venier kniend, während er diesem sein Werk überantwortet.

## Werke
Wie eine Reihe von Notaren und Diplomaten anderer italienischer Staaten, so fand auch Rafaino de’ Caresini die Zeit, um eine Chronik abzufassen. Seine Chronik umfasst die Zeit von 1343 bis 1388. Er gab seinem Werk den Titel „Chronica edita per me Raphainum de Caresinis Cancellarium Venetiarum continuando historiam post Chronicam compilatam per illustrissimae memoriae dominum meum Dominum Andream Dandulo ducem“, das heißt, er sah sich ausdrücklich als Fortsetzer der Chronica brevis des Dogen Andrea Dandolo. Allerdings entstand sein Werk in drei verschiedenen Phasen mit wechselnden Zielrichtungen.
Der Autor hatte wohl zunächst vor allem eine Darstellung des Chioggia-Krieges vor Augen, die er mit einem eigenen Incipit und einem eigenen Prolog ausstattete. Auf den Seiten 30 bis 50 der Edition Pastorello breitet er die Ereignisse zwischen Oktober 1372 und Juli 1380 aus, diesem Teil folgen die Geschehnisse zwischen Juli 1380 und Dezember 1381. Schließlich folgen die Denkwürdigkeiten, die die Zeit zwischen Dezember 1381 und Dezember 1383 in seinen Augen ausfüllten. In dem stilistisch geschlossenen Werk bringt er im Anschluss an den besagten Krieg vor allem seinen Hass gegen die Carrara, besonders gegen Francesco zum Ausdruck.
Erst während er wohl noch an seiner Fassung des Krieges arbeitete, entschloss sich der Großkanzler, die besagte Fortsetzung abzufassen. So entstand seine Darstellung der Geschehnisse vor dem Krieg, nämlich zwischen dem 4. Januar 1343 und Oktober 1372. Dabei erscheinen Ereignisse von großer Bedeutung, wie die Verschwörung unter Marino Falier im Jahr 1355, die in der späteren Historiographie eine zentrale Rolle spielten, nur am Rande oder werden gar nicht erwähnt.
In einer Art Anhang verfasste er eine volkssprachliche, summarische, anekdotenhafte Fortsetzung für die Jahre 1384 bis 1388, aber auch eine in Latein, die sehr viel genauer und klarer komponiert wirkt. Diese beiden Teile wurden von der Herausgeberin Ester Pastorello dem Großkanzler zugeschrieben und erscheinen daher in der kritischen Edition seiner Chronik als dritter Teil.
Die Chronik ist in 19 Handschriften überliefert, die sich in vier Serien oder Folgen fassen lassen. Die zeitlich am nächsten am (verlorenen) Original liegenden Manuskripte befinden sich in der Marciana. Es handelt sich vor allem um die Handschriften Marc. lat.X, 237 (um 1450) und Marc. ital.VII, 770 (14. Jahrhundert, Volgare). Die zweite Reihe besteht aus fünf Codices, deren Archetyp der Codex Lat.14621 der Staatsbibliothek München ist. Sie weisen Ergänzungen zur Amtszeit des Dogen Andrea Dandolo auf. Eine Reihe weiterer Redaktionen geht möglicherweise auf Autoren zurück, die das Werk Caresinis überarbeitet haben.

## Editionen
Die kritische Edition erfolgte zuletzt – nach einer Edition des Jahres 1728 im Rahmen der Rerum Italicarum scriptores – durch Ester Pastorello (Rerum Italicarum scriptores, XII, 2, Raphayni de Caresinis cancellarii Venetiarum Chronica: aa. 1343–1388) im Jahr 1923. Die volkssprachliche Chronik wurde von Rinaldo Fulin 1877 ediert (La cronaca di Raffain Caresini).